# Маккартизъм
Маккартизмът (на английски: McCarthyism) е политическо течение в САЩ от края на 1940-те и 1950-те години на 20 век, инициирано от републиканския сенатор Джоузеф Маккарти. Включва практика на обвиняване в подривна дейност и заговор, в някои случаи без реални или достатъчни доказателства, или получени с иначе рядко използвани средства за разследване, най-често с участието на Федералното бюро за разследване (ФБР). Маккартизмът прераства в мащабна кампания за разкриване на съветски шпиони, комунисти или техни симпатизанти и други политически елементи, известна като „ерата Маккарти“.
Възниква в периода на т.нар. „Втора вълна на страха от комунизма“ в САЩ от края на 1940-те до края на 1950-те години на 20 век, характеризиращ се с повишен страх от комунистическо влияние и от съветски шпиони в Америка. Терминът е въведен първоначално от критици на антикомунистическата кампания, но скоро разширява своето значение, описвайки крайностите на подобно поведение. В днешно време се използва по-общо за безразсъдни, недоказани обвинения и демагогски атаки срещу политически противници.
По време на маккартизма хиляди американци са обвинени, че са комунисти или комунистически симпатизанти, което ги превръща в обект на агресивни разследвания и разпити от страна на правителствени или частни органи, комисии и агенции. Основните мишени са държавни служители, хора от развлекателния бизнес, профсъюзни дейци, дейци на образованието. Често въпреки неубедителните или съмнителни доказателства тези подозрения са вземани сериозно, а нивото на заплаха, произтичаща от реалните или предполагаемите леви връзки или убеждения на дадена личност, често е крайно преувеличено. Много хора губят работата си и/или кариерите им биват разрушени, някои дори са лишавани от свобода. Повечето от наказанията произтичат от съдебни присъди, отменени по-късно или от закони, по-късно обявени за противоконституционни; или от извънсъдебни процедури, които като цяло са дискредитирани след 1950 г., а причините за уволнение впоследствие са признати за неоснователни или подсъдни
Най-известните изяви от ерата Маккарти включват речи, разследвания и изслушвания на самия сенатор Маккарти, Холивудският черен списък, свързан с дейността на Сенатската комисия за разследване на неамериканска дейност (на английски: House Un-American Activities Committee, HUAC), както и различни антикомунистически действия на ФБР под ръководството на Едгар Хувър. Маккартизмът е широко разпространен социален и културен феномен, който засяга всички нива на обществото и предизвиква много спорове и конфликти в САЩ.

## Предпоставки
За маккартизма допринасят фактори, породени още в годините 1917 – 20, след Октомврийската революция и установяването на комунистическа власт в Съветския съюз (наричан Първа вълна на страх от червените, на английски: First Red Scare). През 1930-те членовете на Комунистическата партия на Съединените щати нарастват, достигайки връх от около 75 000 души през 1940 – 41 г. когато комунистите участват в организирането на профсъюзното движение и опозицията срещу нацизма. Докато САЩ са в съюз със Съветския съюз във Втората световна война, антикомунизмът остава на заден план, но почти веднага след нейния край, довел до установяване на марионетни режими на Съветския съюз в Централна и Източна Европа, започва Студената война. Шпионски афери като тази на Игор Гузенко (съветски шпионин за Щатите) и Елизабет Бентли (американски шпионин за Съветския съюз) са налице още през 1945 г., но усещането за комунистическа заплаха в САЩ рязко нараства в края на 1940-те. През 1949 г., по-рано от очакваното, Съветският съюз провежда изпитания на атомна бомба. Същевременно комунистическата армия на Мао Дзъдун установява контрол над основната част от Китай, въпреки значителната американска финансова подкрепа за опозиционната партия Гоминдан. През 1950 г. започва Корейската война, която изправя военните сили на САЩ, ООН и Южна Корея срещу комунистите от Северна Корея и Китай. Същата година показанията на Клаус Фукс пред британски и американски разузнавателни служби довеждат до съдебни процеси срещу Дейвид Грийнглас и Юлиус и Етел Розенберг във връзка с издаване на тайни от проекта Манхатън на руснаците.
Освен тези фактори, съществуват и други, по-сложни, допринесли за възхода на маккартизма. Консервативните политици още от 1920-те определят либералните реформи от рода законите за детския труд или за избирателното правото на жените „комунистически“ или „червен заговор“. Тази тенденция се засилва през 30-те години като реакция срещу Новия курс на Рузвелт. Много консерватори слагат знак за равенство между Новия курс и социализма и виждат в тези политики доказателство, че правителството на Рузвелт е силно повлияно от комунистите в администрацията. Неясно дефинираната заплаха от комунизма се превръща в по-честа тема за антикомунистическата реторика, отколкото шпионската дейност.
Участието на Джоузеф Маккарти в кампанията, приела впоследствие името му, започва с реч, произнесена на Деня на Линкълн, 9 февруари 1950 г., пред Републиканския женски клуб в Западна Вирджиния. Той показва лист хартия със списък на служители от Държавния департамент, за които твърди, че са комунисти: „Аз държа тук в ръката си списък с 205 имена, за които Държавният секретар е бил уведомен, че са членове на Комунистическата партия и които въпреки всичко продължават да работят и да формират политиката на Държавния департамент.“ Тази реч предизвиква силно медийно внимание и слага начало на превръщането му в един от най-разпознаваемите политици в Щатите.
Първата документирана употреба на термина „маккартизъм“ е в една политическа карикатура на Хърбърт Блок във в. „Вашингтон пост“. Тя изобразява четирима водещи републиканци, опитващи се да избутат слон (традиционният символ на Републиканската партия) да изкачи струпани на куп олюляващи се кофи с катран, като на най-горната кофа има надпис „Маккартизъм“.

## Институции
По време на маккартизма съществуват множество антикомунистически комитети, експертни групи и комисии във федералното, щатските и местните правителства, чиято задача е разследване на лоялността, както и множество частни агенции, провеждащи разследвания за малки и големи компании, по подозрения за наличие на комунисти сред работниците и служителите. В Конгреса най-важните такива органи са Сенатската комисия за разследване на неамериканска дейност, Сенатската подкомисия по вътрешна сигурност и Постоянната подкомисия за разследвания. В периода от 1949 до 1954 г. тези и други комисии в Конгреса провеждат 109 разследвания.

### В изпълнителната власт

#### Разследвания за лоялност
През 1947 г. административна заповед 9835 на президента Хари Труман слага началото на „Програма за разследване на лоялността“ сред федералните служители. Подобни разследвания започват и в много щатски и местни правителствени служби, както и в някои частни предприятия в цялата страна. През 1958 е изчислено, че приблизително един на всеки пет служители е бил подложен на някакъв вид проверка на лоялността. Веднъж загубил работата си след отрицателна оценка за лоялността си, човек много трудно успявал да си намери друга. Според председателя на Комисията на президента за разследване на лоялността „Човекът е съсипан навсякъде и завинаги. Нито един разумен работодател не би поел риска да му даде работа.“

#### Едгар Хувър и ФБР
Историчката Елън Шрекър нарича ФБР „единственият, най-важен компонент на антикомунистическия кръстоносен поход“ и пише: „Ако през 50-те години изследователите знаеха, това, което научиха след 70-те години, когато Законът за свободата на информацията отвори документите на Бюрото, „маккартизмът“ сигурно щеше да се нарича „хувъризъм“.“ Директорът на ФБР Дж. Едгар Хувър е един от най-ревностните анткомунисти в Щатите и един от най-влиятелните. Хувър проектира Програмата за разследване на лоялността. Проучванията на миналото на бъдещите служители са провеждани от агентите на ФБР. Това се оказва огромна задача, която води до увеличаване на броя на служителите му от 3599 през 1946 г. до 7029 през 1952.
По настояване на Хувър личността на информаторите е пазена в тайна, а повечето граждани, обект на разследвания за лоялност, нямат право на свидетели, нито да узнават самоличността на тези, които ги обвиняват. В много от случаите дори не им е казвано в какво ги обвиняват.
Влиянието на Хувър се разпростира отвъд федералните служители и отвъд Програмата за разследване на лоялността. Записите от изслушванията и разследванията за лоялността би трябвало да са засекретени, но Хувър често предоставя доказателства от тези случаи на сенатските комитети. Освен това ФБР се оказва въвлечено в много нелегални практики в събирането на информация за комунистите, като влизания с взлом, незаконни подслушвания и следене на пощата. ФБР използва и незаконни операции под прикритие, за да дискредитира комунистите, както и други дисидентски политически групи.
Членовете на лявото крило на Националната адвокатска колегия са сред малкото адвокати, които се осмеляват да защитават клиенти по комунистически случаи, и това на практика я превръща в мишена на Хувър. В периода от 1947 до 1951 г. офисът на тази организация е обискиран най-малко четиринадесет пъти.
През 1956 г. Хувър започва все по-често се разочарова от решенията на Върховния съд, които ограничават възможността на Министерството на правосъдието да преследва комунисти.

### Комисия за разследване на неамериканска дейност
Най-силно ангажирана с антикомунистически разследвания и най-дейна е Комисията за разследване на неамериканска дейност (на английски: House Committee on Un-American Activities, HUAC), излъчена от Камарата на представителите. Създадена през 1938 г. като Комисията Диес, на името на оглавяващия я до 1944 г. Мартин Диес, тя разследва най-разнообразни „дейности“, включително тези на германо-американските нацисти през Втората световна война. Скоро Комисията се съсредоточава върху борба с комунизма и през 1938 г. разследва „Федералния театрален проект“ в рамките на Новия курс, за театър и други представления на живо по време на Голямата депресия в Щатите). Значителна стъпка в дейността на HUAC е обвинението в шпионаж на Алджър Хис (американски адвокат, правителствен служител, автор и лектор, участвал в основаването на ООН) от 1948 г. То стига до процес и Хис е осъден, но не за шпионаж, а само за лъжесвидетелстване. Това убеждава мнозина в ползата от сенатските комисии за разкриването на комунистическа подривна дейност.
Най-голяма известност HUAC постига с разследването на холивудската филмова индустрия. През октомври 1947 г. Комисията започва да връчва призовки на сценаристи, режисьори и други служители да дават показания относно тяхното действително или подозирано членство в Комунистическата партия, връзки с нейни членове или споделяне на такива убеждения. Сред първите свидетели от филмовата индустрия, призовани от Комисията, десет души решават да не съдействат, като се позовават на Първата поправка, гарантираща свобода на словото и сдружаването. Те стават известни като „Холивудската десетка“ и смятат, че поправката ги защитава от това да отговарят на въпросите на Комисията. Тази тактика се проваля и десетимата са осъдени на затвор за неуважение на Конгреса. Двама са осъдени на шест месеца затвор, а останалите на една година.
Следващите свидетели, които отказват да съдействат на Комисията, вече се позовават на Петата поправка, която защитава от свидетелстване срещу самия себе си.

### Сенатски комисии
В Сената главната комисия за разследване на комунисти е Сенатската подкомисия за вътрешна сигурност (на английски: Senate Internal Security Subcommittee, SISS), създадена през 1950 г. Тя е натоварена с прокарването на закони, свързани с „шпионаж, саботаж, както и защита на вътрешната сигурност на Съединените щати“. SISS е ръководена от демократа Пат Маккаран и печели авторитет с провеждането на прецизни и обширни разследвания. Тази комисия разследва една година Оуен Латимор и други членове на Института за тихоокеански отношения (на английски: Institute of Pacific Relations) – международна неправителствена организация, създадена през 1925 г. Както често пъти се случвало, учените и дипломатите, свързани с Латимор (т.нар. Китайски ръце – China Hands) са обвинени за „загубата на Китай“, и макар че все пак са намерени някакви доказателства за прокомунистична дейност, не е открито нищо, което да подкрепи обвинението на Маккаран, че Латимор е „съзнателен и ясен инструмент за съветска конспирация“. През 1952 г. Латимор е обвинен в даване на лъжливи показания пред SISS. След като много от обвиненията са отхвърлени от Федералния съд и един от свидетелите признава, че е лъжесвидетелствал, през 1955 г. делото е прекратено.
Самият Джоузеф Маккарти оглавява Постоянната подкомисия за разследвания към Сената (на английски: Senate Permanent Subcommittee on Investigations) от 1953 до 1954 г. През този период той я използва за много от своите проучвания в „лова“ на комунисти. Маккарти първо проучва твърдения за комунистическо влияние в радио „Гласът на Америка“, след което се насочва към библиотеките в чужбина на Държавния департамент. Каталозите им са претърсени за произведения на автори, които Маккарти счита за неподходящи и той представя пред Подкомисията и пресата списък на предполагаеми прокомунистически автори. Поддавайки се на натиска, Държавният департамент нарежда на библиотеките в чужбина да премахнат от рафтовете си „материалите на всички противоречиви личности, комунисти, симпатизанти на тази идея и т.н.“ Някои от библиотеките наистина изгарят някои от току-що забранените книги.
След края на това разследване, комисията на Маккарти започва разследване в американската армия. Разследването започва от научната лаборатория на Американските сигнални части във Форт Монмаут. Дейността му е отразена с вестникарски заглавия за опасен шпионски кръг сред военните, но в крайна сметка от разследването не излиза нищо. След това Маккарти насочва вниманието си към случая на военен зъболекар, повишен в ранг майор, въпреки че отказва да попълни анкетата за лоялност. Това разследване включва нападки и обиди към бригаден генерал и довежда до т.нар. изслушвания „Армия-Маккарти“, излъчвани по национална телевизия, по времето на които в продължение на 36 дни Маккарти и Армията си разменят обвинения и контраобвинения. Въпреки че официалните резултати са неубедителни, това представяне на Маккарти пред американската публика води до рязък спад в неговата популярност. За по-малко от година Маккарти е остро разкритикуван от Сената и неговото положение на виден авторитет и сила в борбата с антикомунизма страдат чувствително.

### Черни списъци
На 25 ноември 1947 г. (един ден след като Камарата на представителите одобрява призовките за неуважение на Холивудската десетка) Ерик Джонстън (Eric Johnston), президент на Филмовата асоциация на Америка (Motion Picture Association of America), разпространява съобщение до медиите от името на управителите на водещите филмови студия, което става известно като Изявлението Уолдорф (Waldorf Statement). С това изявление се обявява уволнението на Холивудската десетка и се заявява: „Ние няма съзнателно да назначаваме комунист или член на каквато и да е партия или група, която защитава свалянето от власт на правителството на Американските щати[...]“ Тази открита капитулация пред маккартизма бележи началото на Холивудския черен списък (Hollywood blacklist). Въз основа на този списък е отказано назначаване на стотици кандидати за работа. Въпреки това, студията, продуцентите, както и други работодатели, така и не признават публично съществуването на такъв черен списък.
По това време възникват частни комисии, разследващи лоялността, а антикомунистически частни детективи започват да развиват дейност, отговаряйки на растящото търсене сред индустриалните компании да доказват, че техните служители са безукорни.
Срещу определена такса, те разследват служителите и ги разпитват за техните политически занимания и връзки. По време на подобни изслушвания обвиняемият нямал право на адвокат, и както при HUAC, разпитваният е поставян в ситуация да се защитава срещу предявените обвинения без да се срещне с обвинителя си. Тези агенции пазели списъци с леви организации, публикации, обединения, благотворителни фондации и тем подобни, както и списъци на личности, които са явни или предполагаеми комунисти. Дотолкова, доколкото различни черни списъци на маккартизма са реални, физически списъци, те са създадени и поддържани именно от тези частни организации.

### Закони и арести
Усилията да се предпазят Съединените щати от осезаемата заплаха от комунистическа подривна дейност, на практика са улеснени от няколко федерални закона. Законът за регистрация на чужденците или Законът Смит (Smith Act) от 1940 г., инкриминира всеки, който „съзнателно или умишлено защитава, подбужда, съветва или приучава [...] желателността и правилността за сваляне на американското правителство или на който и да било щат чрез сила или насилие, или за всеки който организира каквото и да било сдружение, което съветва, учи или насърчава подобно сваляне, или за всеки, който е станал член или симпатизант на подобно сдружение“. Стотици комунисти и други граждани били съдени по този закон в периода от 1941 до 1957 г. През 1949 г. единадесет лидери на Комунистическата партия са обвинени и осъдени по Закона Смит. На десет от тях са дадени присъди от по 5 години затвор, а на един 3 години. Всички адвокати на защитата са обвинени в неуважение към съда и също са осъдени на затвор. През 1951 г. други 23-ма водачи на партията са подведени под отговорност, вкл. и Елизабет Гърли Флин, една от основателите на Американския граждански либерален съюз (American Civil Liberties Union); много от тях са осъдени въз основа на показания, които по-късно са признати за фалшиви. През 1957 г. 140 водачи и членове на Комунистическата партия са обвинени по същия закон, като 93 от тях са осъдени.
Законът за вътрешна сигурност на Маккаран е описан от Елън Шрекер като „единствената важна проява на законодателство на ерата Маккарти“ (Законът Смит технически предхожда маккартизма). Законът Маккаран обаче няма никакъв реален ефект отвъд легалния тормоз. Той изисква регистрацията на комунистически организации при Главния прокурор на САЩ, освен това установява и Съвет за контрол на подривната дейност, който да разследва възможни комунистически дейности и комунистически организации, така че те да бъдат задължени да се регистрират. Благодарение на множеството изслушвания, отлагания и обжалвания, законът така и не е приведен в действие, а през 1965 и 1967 г. по-важните му клаузи са обявени за противоконституционни.
През 1952 г. е приет Законът за имиграцията и националността или законът Маккаран-Уолтър. Тойн дава право на правителството да депортира имигранти или натурализирани граждани, уличени в подривни дейности, а също и да предотвратява влизането в страната на заподозрени в подривна дейност.

## Жертви на маккартизма
Трудно е да се установи броят на жертвите на маккартизма. Стотици са лишените от свобода, а около 10 – 12 хиляди губят работата си. В много от случаите само фактът, че са призовани от HUAC или от някоя от другите комисии, е достатъчна причина за уволнение. Много от осъдените на затвор, загубили работата си или разпитвани, наистина са имали, в миналото или в настоящето, някакъв вид връзки с Комунистическата партия. Но за огромното мнозинство, възможността да навредят на нацията, както и естеството на техните комунистически връзки са незначителни. Подозрението в хомосексуалност също е честа причина да станат мишена на маккартизма. Преследването на „сексуалните перверзници“, за които е прието, че по природа са подривни и разрушителни, води до тормоз на хиляди, както и отказ да бъдат наети на работа.
Във филмовата индустрия над 300 актьори, режисьори и сценаристи получават отказ за работа в САЩ, благодарение на неофициалния „Холивудски черен списък“. Черни списъци се използват в развлекателната индустрия, в университетите и училищата на всички нива, в юридическата професия, както и в много други области.
Една програма за безопасност на пристанищата, инициирана от Бреговата охрана малко след началото на Корейската война, изисква наблюдение на всеки морски работник, който товари или работи на борда на американски кораб, независимо от товара или дестинацията му. Както и при други разследвания за лоялност във връзка със сигурността на страната, самоличността на обвинителите и дори характерът на обвиненията се пазят в тайна от обвинения. Близо 3000 моряци и докери губят работата си само по тази програма.
Някои от по-известните личности, вкарани в черни списъци или понесли някакъв друг вид преследване по време на маккартизма, са:
| - Нелсън Алгрен (Nelson Algren), писател - Елмър Бърнстийн (Elmer Bernstein), композитор и диригент - Дейвид Бом (David Bohm), физик и философ - Бертолт Брехт, поет, драматург, сценарист, режисьор - Чарли Чаплин, актьор и режисьор - Арън Копланд (Aaron Copland), композитор - Бартли Кръм (Bartley Crum), прокурор - Жул Дасен, режисьор - Долорес дел Рио, актриса [56] - У. Е. Б. Дюбойс (W. E. B. Du Bois), защитник на гражданските права и автор - Хауърд Фаст (Howard Fast), писател - Карл Формън (Carl Foreman), писател, а по-късно и продуцент и режисьор - Джон Гарфийлд (John Garfield), актьор - Лий Грант (Lee Grant), актриса - Дашиъл Хамет, писател - Елизабет Хоуз (Elizabeth Hawes), дизайнер на дрехи, автор и борец за равни права - Лилиан Хелман (Lillian Hellman), драматург - Лангстън Хюз (Langston Hughes), поет - Сам Джафи (Sam Jaffe), актьор - Теодор Кагхан (Theodore Kaghan), дипломат - Гарсон Канин (Garson Kanin), писател и режисьор[ | - Бенджамин Кийн (Benjamin Keen), историк - Джипси Роуз Лий (Gypsy Rose Lee), актриса и стриптизьорка - Корнелиус Лангуз (Cornelius Lanczos), математик и физик - Филип Льоб (Philip Loeb), актьор - Джоузеф Лоузи, режисьор - Бърджес Мередит (Burgess Meredith), актьор - Артър Милър, драматург и есеист - Зеро Мостел (Zero Mostel), актьор - Робърт Опенхаймер, физик, научен директор на Манхатънския проект - Дороти Паркър (Dorothy Parker), писател - Лайнъс Полинг, химик, носител на две Нобелови награди - Самюел Ребер (Samuel Reber), дипломат - Мартин Рит (Martin Ritt) актьор и режисьор - Пол Робсън (Paul Robeson), актьор, атлет, певец, писател и политически активист - Едуард Г. Робинсън, актьор - Валдо Салт (Waldo Salt), сценарист - Пит Сийгър (Pete Seeger), фолк певец - Арти Шоу (Artie Shaw), джаз музикант - Уилям Шайрър (William L. Shirer), журналист - Лайнъл Стандър (Lionel Stander), актьор - Пол Суийзи (Paul Sweezy), икономист и основател и редактор на в. „Маунтли Рийвю“ - Чарлз У. Тайър (Charles W. Thayer), дипломат |

## Залез
От средата на 1950-те години проявленията и институциите на маккартизма бавно започват да губят влияние. Променящото се обществено мнение допринася доста за това. Залезът на маккартизма може да бъде очертан чрез серия от съдебни решения.
Ключова фигура за края на черните списъци на маккартизма е Джон Хенри Фолк (John Henry Faulk). Водещ на следобедно комедийно радио-предаване, Фолк е активист на лявото крило на профсъюза Американска федерация на телевизионните и радио изпълнители (American Federation of Television and Radio Artists). Той е подложен на внимателно проучване от страна на AWARE ООД, една от частните компании, разследващи отделни личности за признаци на комунистическо „предателство“. Белязан от AWARE като негоден, Фолк е уволнен от радио СиБиЕс. Фолк е един от малкото жертви на черните списъци, който през 1957 г. решава да съди AWARE и през 1962 г. печели делото. С това съдебно решение на частните съставители на черни списъци, както и на техните клиенти, се обръща внимание, че отговарят по закон за причинени професионални и финансови щети. Въпреки че неформалното съставяне на черни списъци продължава, частните агенции за „проверка на лоялността“ скоро изчезват.
Важна роля за края на маккартизма изиграва Върховният съд. През 1956 г. той разглежда делото на Слочовър срещу Образователния борд. Слочовър е професор в Бруклинския университет, уволнен, защото се е позовал на Петата поправка, докато е разпитван от Комисията на Маккарти за старо членство в Комунистическата партия. Съдът забранява подобни действия, постановявайки „... ние трябва да осъдим практиката на приписването на престъпно и зловещо значение на упражняването на конституционното право на човек съгласно Петата поправка. [...] Привилегията срещу самообвинението би се ограничила до глупава подигравка, ако упражняването на това право би могло да се приеме за равно или на признание на вина или за предполагане на лъжесвидетелстване.”
През 1957 г. по делото Уоткинс срещу Съединените щати (Watkins v. United States) Върховният съд постановява намаляване на правата на HUAC да наказва несътрудничещи свидетели, като ги обвинява в неуважение на Конгреса. Съдия Уорън пише в решението си: „Призоваването на свидетел само за да бъде принуден да свидетелства против волята си, за своите убеждения, вярвания или връзки, е вмешателство от страна на правителството. И когато тези принудителни показания засягат въпроси, които са неортодоксални, непопулярни или дори омразни за обществеността, последиците за свидетеля могат да бъдат разрушителни.“
В решение от 1958 г. по делото Кент срещу Дулс, Върховният съд възпира Държавния департамент да използва по своя преценка властта си да отказва или отнема паспорти, позовавайки се на комунистически убеждения или връзки на кандидатите.

## Влияние
Въпреки че маккартизмът може би представлява интерес само за историците, породените от него в Съединените щати политически разделения продължават да се проявяват открито и днес, а политиките и историята на антикомунизма в Щатите продължават да са спорни. Части от огромния апарат на сигурността, установен по времето на маккартизма, все още съществуват. Според Калифонийската конституция все още се изискват клетви за лоялност (на английски: Loyalty oaths) от всички служители в управлението на Калифорния (което е изключителен проблем за квакерите и Свидетелите на Йехова, чиито вярвания не им позволяват да се вричат в абсолютна вярност към държавата), а няколко части от Закона на Маккарън за вътрешната сигурност са все още действащи на федерално ниво. Известен брой изследователи сравняват преследването на либерали и левичари по време на периода Маккарти със съвременните действия срещу заподозрени терористи, в по-голямата си част мюсюлмани. В книгата си „The Age of Anxiety: McCarthyism to Terrorism“, Хейнс Джонсън сравнява „неправдата, понесена от чужденци, хвърлени в строго охранявани щатски затвори веднага след 11 септември“ с ексцесиите на ерата Маккарти.
Маккартизмът предизвиква противоречия дори само като исторически въпрос. Чрез отварянето на класифицирани документи от Съветските архиви и декриптирането на кодирани съветски съобщения по време на проекта „Венона“ (на английски: Venona project) става известно, че Съветският съюз наистина е въвлечен в сериозни шпионски дейности в САЩ през 1940-те. Също така е известно, че Американската комунистическа партия фактически е създадена от Съветския съюз, а политиките ѝ се контролирали от там. Освен това членовете ѝ често са вербувани за шпиони. Според някои съвременни коментатори, тези разкрития се явяват най-малко като частично оправдание на маккартизма.
Противоположната позиция твърди, че въпреки всички съвременни разкрития, по времето, когато маккартизмът започва (в края на 40-те), американската Комунистическа партия е неефективна, периферна група, и вредите, нанесени от съветски шпиони на американските интереси след края на Втората световна войн, а са минимални. Елън Шрекър пише: „в тази страна маккартизмът е причинил повече щети на Констиуцията, отколкото американската комунистическа партия е причинила някога.“

## Съвременно използване на термина
От времето на Маккарти думата маккартизъм навлиза в американската реч като общ термин за редица практики: агресивно подлагане на съмнение в патриотизма на даден човек, отправяне на безпочвени или слабо подкрепени обвинения, използването на обвинения в нелоялност, за да се принуди човек да се придържа към конформистка политика или да се дискредитира опонент, нарушаване на гражданските права в името на националната сигурност, както и употребата на демагогия. Всичко това много често е отнасяно към маккартизма. Макартизмът често е използван и като синоним на термина лов на вещици, и на двете се приписват масова истерия и морална паника.